# Fullmetal Alchemist: The Sacred Star of Milos
Fullmetal Alchemist: The Sacred Star of Milos (鋼の錬金術師 嘆きの丘（ミロス）の聖なる星, Hagane no Renkinjutsushi: Mirosu no Sei-naru Hoshi) é um filme de animação baseado fora do enredo do mangá e da segunda versão de Fullmetal Alchemist. É o segundo filme baseado na popular franquia Fullmetal Alchemist, sendo que o primeiro foi Fullmetal Alchemist the Movie: Conqueror of Shamballa. O filme estreou no Japão no dia 2 de julho de 2011, o diretor do filme foi Murata Kasuya. No final do último episódio de Fullmetal Alchemist: Brotherhood, um anúncio é exibido. O anúncio diz que, em breve, um novo filme está perto de chegar aos cinemas japoneses. Em 14 de novembro de 2010, o website do filme lançou um trailer afirmando que o título do filme seria Fullmetal Alchemist: Milos no Sei-Naru Hoshi e que seria lançado no verão de 2011. O filme parece se passar antes do final da série, e envolve somente personagens e uma história original, incluindo o que parece ser uma quimera igual a um lobisomem, um exército de soldados alados, um alquimista com um talento em transmutações especializado em água e um castelo misterioso chamado Table City. O filme, ao contrário de muitos boatos, é uma animação e não um live-action.

## Sinopse
Depois que um misterioso prisioneiro com apenas algumas semanas cumprindo sua sentença fugiu da prisão na Cidade Central, começa a tentativa dos irmãos Elric de recaptura-lo. A busca acaba levando-os a Table City, sudoeste do país de Creta. Na cidade, Alphonse resgata uma jovem alquimista chamada Julia, que estava sendo caçada por um homem. No meio da luta eles literalmente caem na casa de Julia nas favelas de Milos Valley e só então percebem que estão envolvidos na popular rebelião de seu povo.

## Desenvolvimento
A ideia de criar um novo filme de Fullmetal Alchemist veio durante a criação do enredo da segunda versão do anime. O enredo original do filme foi escrito por Yuichi Shinbo que também pensou nos nomes dos novos personagens. A partir daí, o diretor Kazuya Murata fez uma pesquisa sobre a Índia para desenvolver a cidade de Table City, pretendendo ser como que um contraste com Amestris, que foi baseada na Alemanha. Porque foi a única vez na série em que os personagens principais viajaram para outro país, Murata teve dificuldades em conclui-lo, se perguntando se isso teria algum impacto sobre a narrativa. Portanto, a história foi criada durante a época em que Edward percebeu que o corpo de Al ainda existia em algum lugar, e, com essa lógica e conhecimento, resolve viajar para uma outra área para continuar suas pesquisas a respeito da Pedra Filosofal.
A canção tema oficial para o filme é "Good Luck My Way" da banda L'Arc-en-Ciel. A canção é a quarta contribuição da banda para a franquia. Em 30 de maio de 2011, o cantor e compositor da banda, Hyde, confirmou que vai cantar na abertura do filme, intitulado "Chasing Hearts".

## Bilheteria
Em seu primeiro fim de semana em exibição, Fullmetal Alchemist: The Sacred Star of Milos arrecadou US$ 1.791.646 de dólares, apesar de ter sido exibido em apenas 90 telas em todo o Japão.

## Diferenças
Ao olhar para o traço e nas cores aplicadas no desenho, percebe-se uma partida definitiva do estilo original de ambas as séries em anime e mangá. As cores são mais nítidas, o estilo e a cor dos olhos de Riza Hawkeye, por exemplo, é um pouco diferente, a forma dos olhos de Roy é diferente, bem como, os cabelos de Edward que são geralmente descritos com uma cor semelhante a loiro, mas é descrito com características semelhantes de preto para a primeira série de Fullmetal Alchemist. Outra diferença notável é que não há "pontas afiadas", no final dos cabelos dos personagens, as pontas são curvadas, dando-lhes um olhar franco. A animação também é muito mais simples e agitada.